# Caisse interprofessionnelle de prévoyance et d'assurance vieillesse des professions libérales
La Caisse interprofessionnelle de prévoyance et d'assurance vieillesse des professions libérales (dite « Cipav ») est une caisse de retraite et de prévoyance en France. C'est une section inter-professionnelle de la Caisse nationale d'assurance vieillesse des professions libérales (CNAVPL) qui gère les professionnels libéraux qui ne sont pas attachés à une autre section et les micro-entrepreneurs exerçant une activité libérale.
La Cipav a été constituée en 1977 par le regroupement de la CAVITEC (ingénieurs, experts et conseils) et de la CAAVA (architectes). Elle a ensuite accueilli des nouvelles professions (ostéopathes, naturopathes, chiropracteurs). 

## Fonctionnement
Le conseil d'administration de la CIPAV se compose de 24 membres, élus pour 6 ans.
La Cipav est un organisme de sécurité sociale. Ses prérogatives publiques la font relever des règles de la comptabilité publique. À ce titre, la CIPAV a fait l’objet de contrôles réguliers de la part de la Cour des comptes comme le prévoit le Code de sécurité sociale.  
La loi de financement de la Sécurité sociale pour 2022 transfère à l'URSSAF la collecte des cotisations des adhérents dès le 1er janvier 2023, laissant à la Cipav l'accompagnement de ses assurés dans leur carrière ainsi que le traitement des dossiers de retraite,.
Les litiges avec la Cipav doivent en premier lieu faire l'objet d'un recours auprès de la commission de recours de la Cipav. Après un refus, les litiges sont du ressort du « pôle social » du tribunal judiciaire qui remplace le tribunal des affaires de sécurité sociale (TASS) (depuis le 1er janvier 2020).

## Rapports de la Cour des comptes
En 2012, un premier audit est réalisé, aboutissant à un rapport accablant publié en février 2014. Didier Migaud, alors président de la Cour des comptes, dénonce publiquement devant l’Assemblée nationale une situation d’incurie, qualifiant la qualité du service rendu par la CIPAV de « déplorable »,.
Les rapports successifs de 2014et 2017 continuent de mettre en évidence des irrégularités majeures, affectant l’ensemble du parcours des assurés : affiliation, calcul et recouvrement des cotisations, liquidation des pensions et suivi des dossiers. Ces rapports dénoncent une gestion médiocre et des pratiques discriminatoires soulignant la nécessité d’une réforme en profondeur. 
Le rapport de la Cour des comptes de 2024 constate que la Cipav a engagé en 2020 le redressement de la caisse grâce au transfert du recouvrement aux URSSAF, permettant de diviser par deux les charges de gestion liées à cette activité,. Une diminution des montants restant à recouvrer a par ailleurs permis de réduire les honoraires des commissaires de justice et les frais d’actes liés au recouvrement forcé, qui ont pu atteindre 3 M€ par an. Le rapport souligne néanmoins que le nombre de recours contentieux demeure persistant, avec 2 475 recours reçus en 2022 par la Cipav, contre 3 143 en 2018. Il souligne également l’émergence de nouveaux fronts devant les tribunaux porteurs de risques financiers, ainsi que le contrôle distant des pouvoirs publics et l’intervention de la tutelle dictée par l’urgence. 

## Affaire judiciaire et gouvernance
Le texte peut changer fréquemment, n’est peut-être pas à jour et peut manquer de recul. 
Le titre et la description de l'acte concerné reposent sur la qualification juridique retenue lors de la rédaction de l'article et peuvent évoluer en même temps que celle-ci.
La CDBF, institution associée à la Cour des comptes a saisi la justice pour délit de favoritisme en raison de l’attribution d’un système informatique sans mise en concurrence, entraînant la condamnation de deux directeurs de la caisse en 2015,.
La CIPAV est mise sous tutelle de l’État en 2020 et placée sous la responsabilité d'un administrateur provisoire, le ministère du Travail ayant estimé que son conseil d’administration était défaillant dans l’exercice de ses obligations de sécurité envers les salariés de l’établissement. La tutelle est levée le 1er janvier 2021.
Le 17 janvier 2023, une perquisition est menée au siège de la CIPAV, dans le cadre d’une enquête ouverte pour plusieurs délits financiers, dont « escroquerie en bande organisée, concussion, faux et usage de faux ».
Le 12 octobre 2023, la Cour de cassation de Paris annule les élections du conseil d’administration de 2020, en raison d'irrégularités. Cette décision conduit à la nomination d’un nouvel administrateur provisoire par arrêté ministériel du 4 décembre 2023. De nouvelles élections sont organisées en mai 2024.
En octobre 2024, quatre personnes, dont le directeur général et l’ancienne présidente du conseil d’administration, sont mises en examen, notamment pour « corruption » ou « prise illégale d’intérêts »,.
Le 9 janvier 2025, le tribunal judiciaire de Paris annule les élections du conseil d’administration de 2024, en raison d’une immixtion de nature à influencer le résultat du scrutin.